# دنیس کاپوتو
دنیس کاپوتو (انگلیسی: Denis Caputo؛ زادهٔ ۲۱ سپتامبر ۱۹۸۹) بازیکن فوتبال اهل آرژانتین است.
از باشگاه‌هایی که در آن بازی کرده‌است می‌توان به باشگاه فوتبال بانفیلد اشاره کرد.